# Parafia Matki Bożej Różańcowej w Popielewie
Parafia pw. Matki Bożej Różańcowej w Popielewie – parafia należąca do dekanatu Połczyn-Zdrój, diecezji koszalińsko-kołobrzeskiej, metropolii szczecińsko-kamieńskiej. Została utworzona 28 czerwca 1956 roku. Siedziba parafii mieści się pod numerem 25.

## Miejsca święte

### Kościół parafialny
Kościół pw. Matki Bożej Różańcowej w Popielewie
Kościół parafialny został zbudowany w 1876 roku, poświęcony w 1946 roku.

### Kościoły filialne i kaplice
- Kościół pw. św. Karola Boromeusza w Kołaczu
- Punkt odprawiania Mszy św. w Brusnie
- Punkt odprawiania Mszy św. w Kołaczu